# ۴۳۸ (میلادی)
۴۳۸ (میلادی) چهارصد و سی و هشتمین سال تقویم میلادی است.

## درگذشتگان
- بهرام گور، شاهنشاه ساسانی

‎